# Mojave Air and Space Port
Mojave Air and Space Port is een vliegveld en ruimtehaven in de Amerikaanse plaats Mojave in Kern County (Californië). Op Mojave is een reeks vliegrecords gesneuveld, zowel qua snelheid als qua vlieghoogte. In 2004 werd hier de eerste succesvolle vlucht van het particulier ontwikkelde, herbruikbare ruimtevaartuig SpaceShipOne uitgevoerd. Ook vertrokken hier de testvluchten met ruimtevliegtuigen van het type SpaceShipTwo.
Mojave Air and Space Port ligt in de Mojavewoestijn, op 851 m hoogte, nabij Edwards Air Force Base. Het heeft drie startbanen, van 2.896 meter, 2.148 meter en 1.446 meter. Mojave is eigendom van de plaatselijke overheid (Kern County) en wordt beheerd door East Kern Airport District.
Naast regulier vliegveld wordt Mojave ook gebruikt voor testvluchten en commerciële ruimtevaartactiviteiten, en voor groot onderhoud, opslag en ontmanteling van vliegtuigen. De ontmanteling van afgedankte vliegtuigen vindt plaats op een vliegtuigkerkhof (aircraft boneyard). Daarnaast is hier een vliegschool voor testpiloten gevestigd, de National Test Pilot School. Ook zijn er meer dan 60 lucht- en ruimtevaartbedrijven gevestigd, waaronder Scaled Composites en The Spaceship Company. Ook zijn er testinstallaties voor raketmotoren van verschillende ruimtevaartbedrijven.
Mojave, dat relatief dicht bij Hollywood ligt, dient regelmatig als filmlocatie. Onder meer Die Hard 2, Hot Shots! en Speed zijn hier deels opgenomen. Tevens worden er televisieprogramma's, muziekvideoclips en reclamefilmpjes opgenomen.

## Geschiedenis
Mojave Airport werd in 1935 aangelegd voor de plaatselijke goud- en zilvermijnindustrie. In 1942, tijdens de Tweede Wereldoorlog, werd het vliegveld overgenomen door het Marine Corps en uitgebreid tot het Marine Corps Auxiliary Air Station Mojave. De vliegbasis werd overgenomen door de Amerikaanse marine in 1946 maar kwam weer in handen van de mariniers in 1953. De plaatselijke overheid, Kern County, nam Mojave in 1961 over als vliegveld voor burgerluchtvaart en koppelde daaraan een bedrijfspark voor de luchtvaartindustrie.
Vooral in de jaren 1970 werden veel vliegraces op Mojave gehouden. In 1983 zette Frank Taylor met zijn P-51 Mustang Dago Red een snelheidsrecord op een gesloten circuit van 15 km van 832,55 km per uur (517,323 miles per uur). Na de eeuwwisseling werd Highway 58 verlengd langs Mojave en doorkruiste de snelweg het racecircuit, waardoor er geen races meer gehouden konden worden.
De Rutan Voyager, dat in 1986 als eerste vliegtuig rond de wereld vloog zonder te landen of tanken, werd ontwikkeld op Mojave.
Mojave werd in 2004 door de Federal Aviation Administration gecertificeerd als eerste ruimtehaven van de Verenigde Staten. Op 4 oktober van dat jaar vond de eerste succesvolle vlucht van het particulier ontwikkelde, herbruikbare ruimtevaartuig SpaceShipOne plaats vanaf Mojave, waarmee het op Mojave gevestigde bedrijf Scaled Composites de Ansari X Prize won. Mojave werd ook gebruikt voor de 17 testvluchten van SpaceShipOne in 2003-2004.
In 2007 vond een explosie plaats bij Scaled Composites waarbij drie doden vielen. Op 21 december 2008 was de eerste vlucht van de Scaled Composites White Knight Two van Virgin Galactic, het draagvliegtuig van de SpaceShipTwo. Ook de testvluchten van dit ruimtevliegtuig vertrokken hier. De toeristische vluchten zullen echter plaatshebben vanaf Spaceport America in New Mexico. 
Op 30 oktober 2009 behaalde Masten Space Systems niveau twee in de Lunar Lander Challenge. Dit hield in dat het bedrijf een door een raketmotor voortgedreven onbemand voertuig, de Xoie, met succes liet opstijgen en weer landen op een gesimuleerd Maanoppervlak.
Mojave was de thuishaven van Cosmic Girl, het draagvliegtuig van Virgin Orbit dat LauncherOne-raketten lanceerde. Ook de Scaled Composites Stratolaunch heeft zijn thuis-hangar op Mojave. Na het faillissement van Virgin Orbit werd Cosmic Girl door Stratolaunch overgenomen en heeft dit vliegtuig onder de naam The Spirit of Mojave er nog altijd zijn thuishaven.
In 2025 maakte de Boom XB-1 als eerste privaat gefinancierde vliegtuig een supersonische vlucht vanaf Mojave.

## Wetenswaardigheden
- Verdant Meadows, een vliegveld in het computerspel Grand Theft Auto: San Andreas, is losjes gebaseerd op Mojave.

## Afbeeldingen

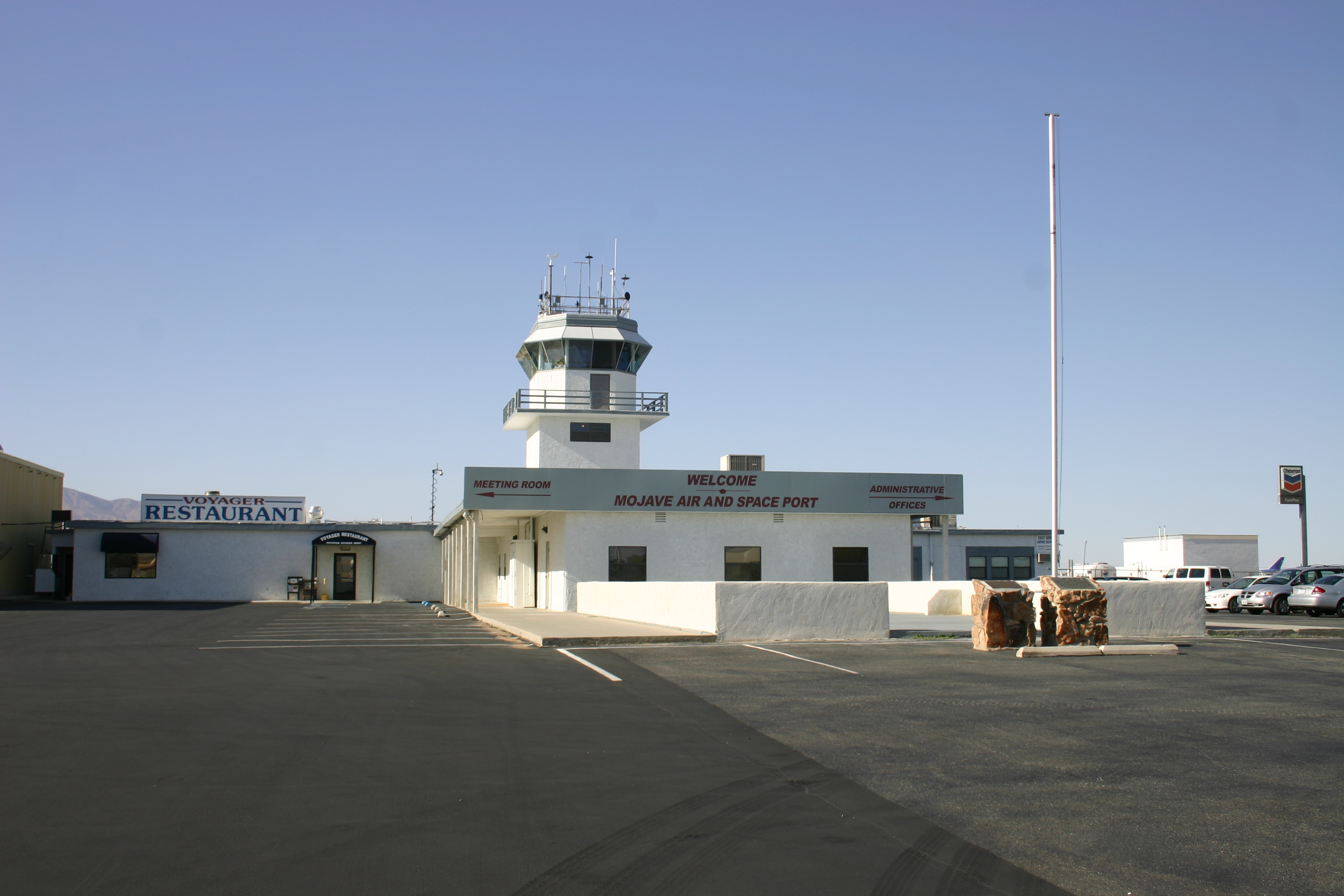
Oude verkeerstoren en administratiegebouw
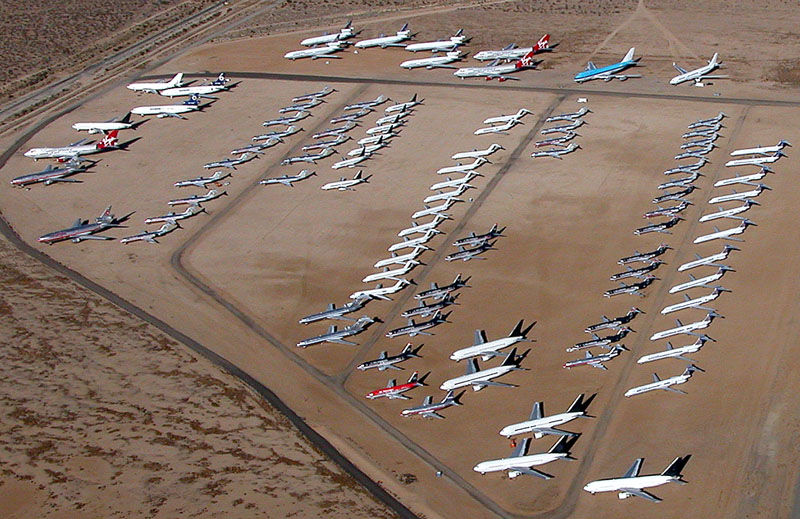
Gebied voor opslag van vliegtuigen
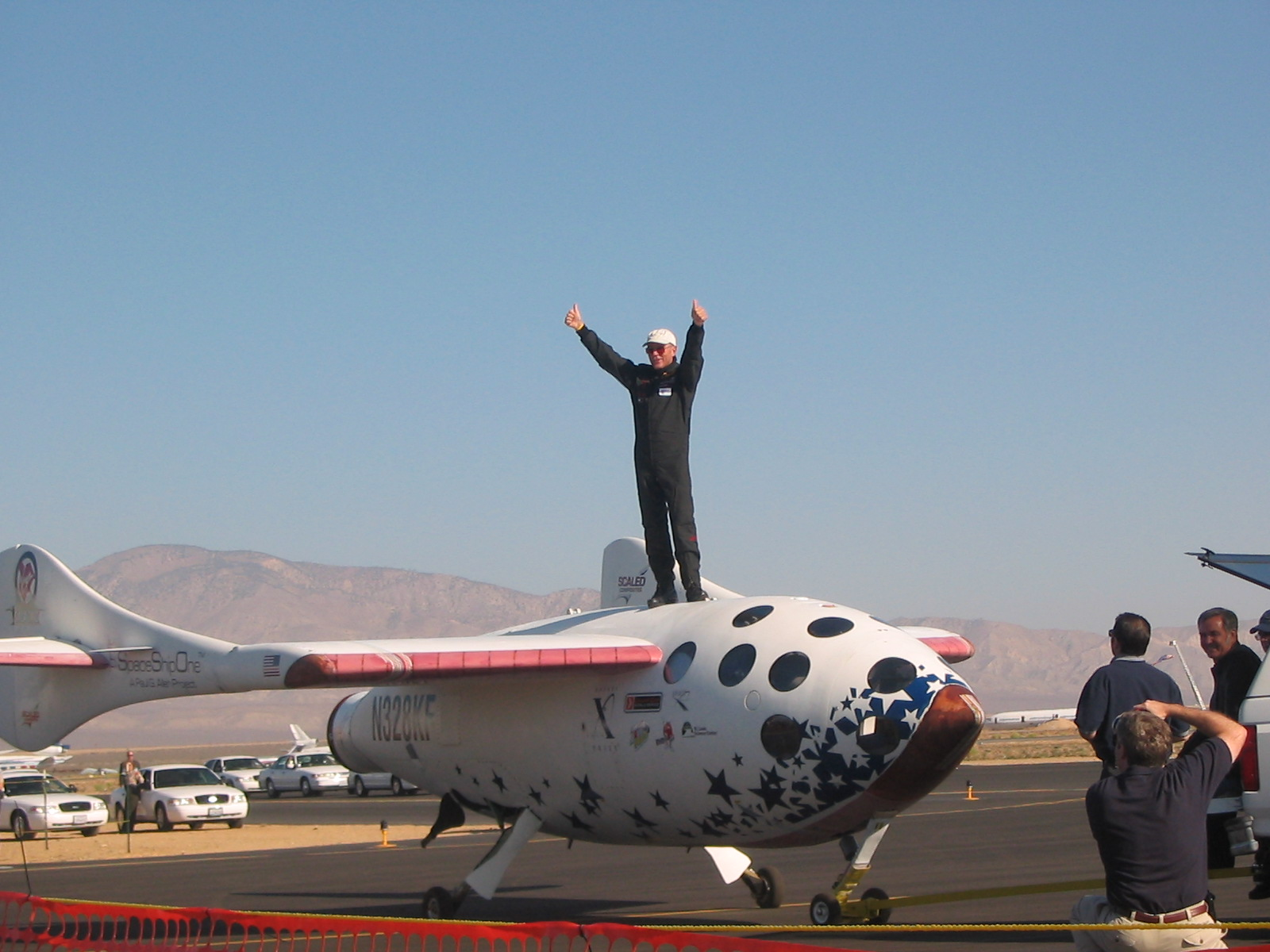
Testpiloot Mike Melvil viert een succesvolle testvlucht van SpaceShipOne op 29 september 2004
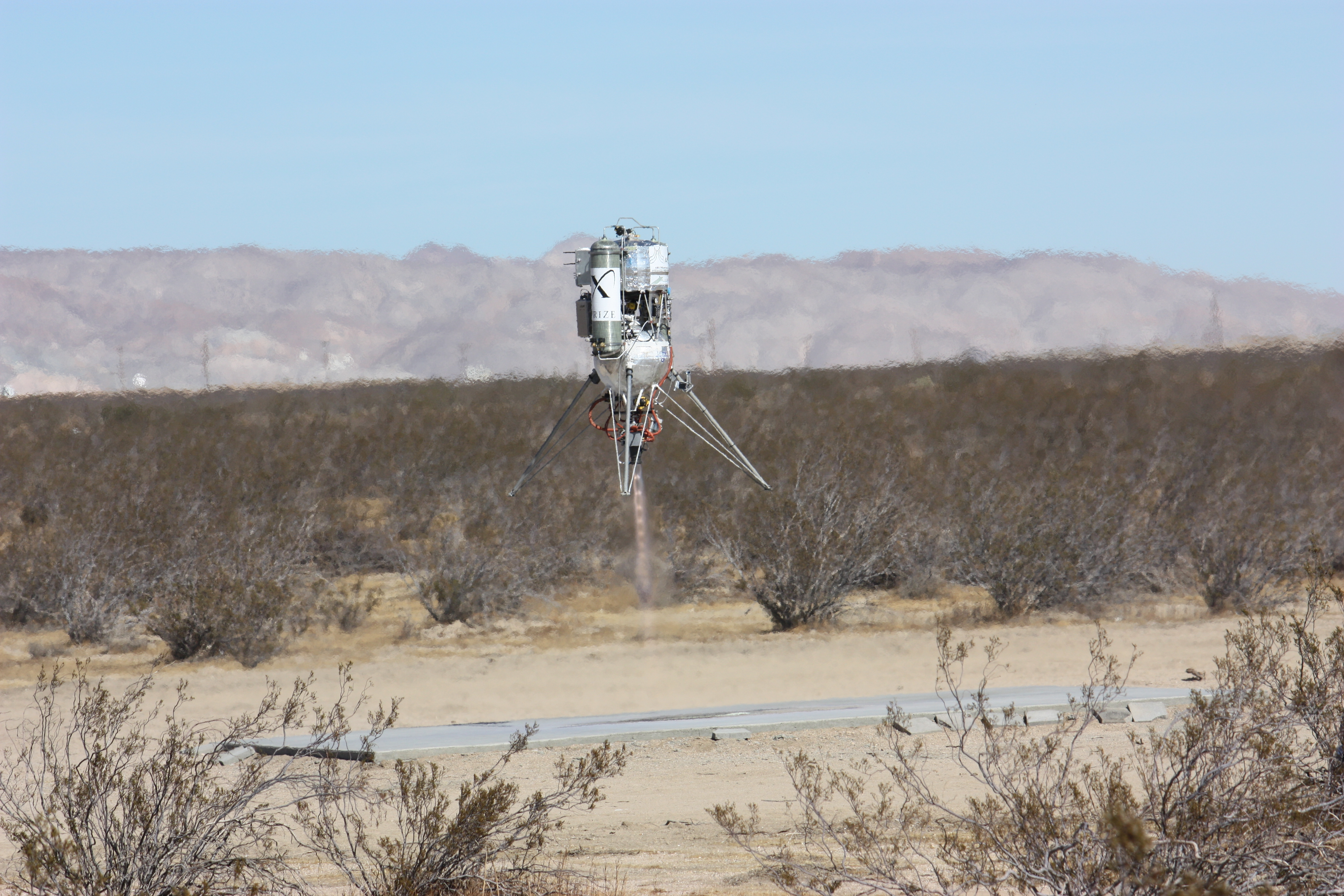
Succesvolle landing van de Xoie op Mojave Air and Space Port tijdens de Lunar Lander Challenge van 2009